# Лілія Сакмар
Каїпова Лілія Зайнулівна (псевдонім — Лілія Сакмар) (нар. 3 жовтня 1962) — башкирська поетеса, драматургиня, перекладачка, журналістка. Член Спілки письменників Республіки Башкортостан і РФ, член Спілки журналістів Республіки Башкортостан і РФ. Член Міжнародного літературного фонду.

## Біографічні відомості
Народилася 3 жовтня 1962 року в с. Юмашево Баймацького району Башкирської АРСР.
У 1984 році закінчила башкирсько-російське відділення філологічного факультету Башкирського державного університету. Після закінчення БГУ працювала викладачем в Ісянгільдінській середній школі БАРСР, потім секретарем РК ВЛКСМ, бібліотекарем в Хайбуллінському районі Башкортостану, редактором журналу «Башкортостан кизи» і газети «Яшлек».
Нині працює редактором відділу журналу «Тамаша».

## Творчість
Лілія Сакмар — авторка 5 книг (вірші, оповідання, драми, сценарії), автор слів понад 30 естрадних пісень («Уйнаһын курайкайым», «Диңгеҙ», «Кабатлайым исемеңде», «Башкортостан», «Мөхәббәт», «Кыйыуһыҙ егет йыры», «Тормош-батырлык» та ін.), хорових циклів «Кара һәм ак араһында» («Між чорним і білим»), віршів турецькою мовою і перекладів, лібрето до опери «Урал батир», мюзиклу «Йондоҙло күпер» («Зоряний міст»).
Збірники віршів: «Йондоҙ киҙи» (1993), «Тере шишмә» (1998), «Естафета» (2006).
Драма «Балапан» («Молодий беркут»).

## Нагороди
Диплом II ступеня на Республіканському конкурсі драматичних творів (2005).